# DJ Sem
Vous pouvez aider à l'améliorer ou bien discuter des problèmes sur sa page de discussion.
 DJ Sem né le 13 janvier 1979 en Algérie, est un DJ, auteur-compositeur et producteur algérien actif en France.
Il spécialisé dans les musiques du monde, notamment le RnB, le hip-hop, le raï, la house, le reggaeton et le funk . Il a collaboré avec de nombreux notamment d'origines ethniques, notamment Cheba Zahouania, Tunisiano, Reda Taliani, Mokobé, Lacrim, Lartiste, Mister You, Sultan, Matt Houston, Marwa Loud. Il est signé chez Universal Music France,.

## Discographie

### Albums
| Année | Titre                 | Positions de pointe | Certifications |
| Année | Titre                 | FR                  | Certifications |
| ----- | --------------------- | ------------------- | -------------- |
| 2015  | Le venin musical      | 53                  |                |
| 2016  | Le venin musical 2016 | 122                 |                |
| 2017  | Libre comme l'air     | –                   |                |
| 2017  | Mon cœur              | 69                  |                |

### Titres
| Année | Titre                                                | Positions de pointe | Positions de pointe | Album             |
| Année | Titre                                                | FR                  | BEL (Washington)    | Album             |
| ----- | ---------------------------------------------------- | ------------------- | ------------------- | ----------------- |
| 2016  | "Ça ne plaisante pas" (avec Sultan )                 | 55                  | –                   |                   |
| 2017  | "Libre comme l'air" (avec Lartiste et Matt Houston ) | 56                  | –                   | Libre comme l'air |
| 2017  | "Mi Corazon" (avec Marwa Loud)                       | 28                  | 28                  |                   |
| 2018  | "La Roulette" (avec Inna feat. Matt Houston )        | –                   | –                   |                   |

*N'apparaît pas dans les classements officiels belges Ultratop 50, uniquement dans les classements bouillonnants d'Ultratip.